# Gubasóczy János
Gubasóczy János (Nagyszombat, ? – Bécs, 1686. április 10.) magyar főpap.

## Élete
1642-től a Pázmáneumban, majd 1644. december 1-től, miután a négy kisebb rendet fölvette, a Collegium Germanicum Hungaricumban tanult. 1648. szeptember 5-én szentelték fel pappá. 1650-től Vágsellyén plébános, 1655. január 22-étől az esztergomi főkáptalan őrkanonokja, 1662. március 9-étől honti főesperes, majd szentgyörgymezei prépost (1663), szekszárdi apát (1664), nagyszombati plébános (1665. szeptember 8.). 1667. május 1-jétől éneklőkanonok, szkópiai címzetes püspök, esztergomi általános helynök, 1668. július 17-étől pedig pécsi címzetes püspök.
1670-ben Rothal János királyi biztossal Lőcsén a Felvidék békéjének helyreállításán munkálkodott. Javasolta új békéltető biztos kiküldetését, amely az elkobzott birtokok visszaadásával, a lázongóknak adott kegyelemmel, a vármegyék meghallgatásával és kívánságaik teljesítésével teremtsen nyugalmat. 1671-től tagja volt a Zrínyi-Nádasdy-Frangepán fölött ítélkező bizottságnak. 1676. március 29-étől váci püspök.
Az éneklőkanonokságról április 22-én mondott le, s cserébe megkapta a szenttamási prépostságot. 1679. augusztus 29-étől nyitrai püspök, közben 1680‑1686 között kancellár. Helyreállíttatta a püspöki‑várat. A nagyszombati szemináriumban 12 nyitrai kispapnak biztosított alapítványi helyet. 1685-től a nyitrai püspökség megtartása mellett kalocsai érsek és pilisi apát.